# Association vaudoise des archivistes
L’Association vaudoise des archivistes (AVA) vise à soutenir les archivistes et à promouvoir leur profession. Elle s’engage également pour la mise en valeur des fonds d’archives.

## Historique
Association de droit suisse, dont les statuts de l'AVA ont été adoptés le 1er octobre 1996, elle est née sur l'impulsion de Gilbert Coutaz, directeur des Archives cantonales vaudoises de 1995 à 2019.
Au 31 décembre 2018, elle comprenait 261 membres dont 167 membres collectifs.
L'Association a eu un fort retentissement international lors de la publication dans une revue internationale d'archivistique, d'un compte rendu de son Manuel pratique de gestion des documents en 2011.

## Mission et activités
L'Association a pour buts d'offrir une tribune régionale d'expression et d'échanges aux archivistes, de diffuser une image dynamique de la profession et promouvoir le statut des archivistes, de soutenir la recherche, d'encourager la mise en valeur des fonds d'archives, notamment par sa plateforme « Vaud archives communales » et de sensibiliser les détenteurs d'archives à la fragilité de leur patrimoine et aux défis inhérents à sa conservation.

## Publications
- Les archives privées dans les communes, 2019
- Guide pratique de gestion des Archives communales du canton de Vaud, 1999, 2007 et 2016, mis à jour régulièrement depuis [lire en ligne]
- Manuel pratique de gestion des documents : Mettre en place les principes de Records management dans les communes vaudoises, Lausanne, 2011 [lire en ligne]
- Une histoire pour ma commune : Suggestions pratiques pour l'élaboration d'une monographie communale, Lausanne, 2006 [lire en ligne]
- Exposer les archives : Suggestions pratiques, Lausanne, 2003 [lire en ligne]
- Archiviste, une profession !, Lausanne 2003
- Gilbert Coutaz, Beda Kupper, Robert Pictet et Frédéric Sardet, Panorama des archives communales vaudoises, 1401-2003, Lausanne, Bibliothèque historique vaudoise, 2003, 551 p.  (ISBN 2-88454-124-1)
- Archives des établissements scolaires : Plan de classement des dossiers et calendrier de conservation, Lausanne, 2002 [lire en ligne]

## Fonds d'archives
- (de + fr + it) Fonds : Association vaudoise des archivistes (1996-2009) [9 boîtes, 8 classeurs].  Cote : PP 1092. Archives cantonales vaudoises (présentation en ligne).